# Вирус Сеул
Вирус Сеул (англ. Seoul orthohantavirus, ранее Seoul virus) относится к семейству Hantaviridae порядка Bunyavirales. Является вторым по распространённости на территории Южной Кореи после вируса Хантаан. Случаи заражения вирусом также зафиксированы в Китае, на Дальнем Востоке России и в Японии. По данным исследований, вирус Сеул вызывает до 25 % всех случаев геморрагической лихорадки с почечным синдромом в Азии.
В 2004 году впервые был зафиксирован случай заболевания вирусом Сеул на территории Франции. До этого случая учёным было известно, что крысы в Европе давали положительный ответ на антитела к вирусу, но никогда прежде в Старом Свете заражения вирусом не происходило. В 2017 году в связи с выделением порядка Bunyavirales и ревизией рода Hantavirus научное название вида изменено, как и у большинства других относящихся к порядку таксонов.
В отличие от своего ближайшего родственника, вируса Хантаан, симптомы после заражения вирусом Сеул проходят значительно мягче. Так, расстройство почек проходит в более лёгкой форме, кроме того, фиксируется меньшее количество повреждений кровеносных сосудов и, как следствие, меньше кровотечений. В то же время, отдельные органы страдают сильнее, например, поражение клеток печени проходит в более серьёзной форме.
Естественным переносчиком вируса являются чёрная крыса и серая крыса. Чаще всего заражения вирусом происходит в летний период.